# Saint-Jean-du-Falga

Saint-Jean-du-Falga este o comună în departamentul Ariège din sudul Franței. În 1 ianuarie 2022 avea o populație de 2.864 de locuitori.